# Котис I (царь одрисов)
Котис I (др.-греч. Κότυς) — правитель Одрисского царства между 384/382 и 360 годами до н. э.
В начале своего правления Котис был занят междуусобными войнами между фракийскими племенами. С помощью греческого военачальника Ификрата он восстановил целостность Одрисского царства, хоть и приобрёл славу жестокого и несдержанного правителя. Несмотря на соответствующие характеристики в античных источниках, современные историки отмечают экстраординарные таланты Котиса как правителя и дипломата. Котис не только восстановил мощь Одрисского царства, но и стал активно вмешиваться во внутренние дела соседних государств — Македонии и древнегреческих полисов.
Под конец своего правления он захватил находящийся в сфере влияния Афин Херсонес Фракийский, получив контроль над проливами из Чёрного в Эгейское море. Вскоре он был убит, а его царство разделено между родственниками.

## Биография

### Происхождение
В историографии существует несколько версий относительно происхождения Котиса. Несомненным является его принадлежность к царскому одрисскому роду Тересидов. Однако в сохранившихся трудах античных авторов отсутствует информация о родителях Котиса. В афинском декрете около 330 года до н. э. упомянут некий Ребула «сын Севта и брат Котиса». Среди одрисских царей было два персонажа по имени Севт, которые гипотетически могли быть отцами Котиса. Севт I правил Одрисским царством с 424 по приблизительно 410—407 годы до н. э. Севт II руководил одной из областей Одрисского царства в 400—387 годах до н. э.
В историографии приведено несколько аргументов, которые позволяют назвать Котиса сыном Севта II. После смерти Севта II власть в Одрисском царстве получил Хебризельм. Впоследствии он был убит, и следующим царём стал Котис. Возможно, наёмники Ификрата были той силой, которая помогла прийти ему к власти. Корнелий Непот утверждал, что командир греческих наёмников Ификрат восстановил на престоле одрисского царя Севта II. В одном из списков сочинений Корнелия Непота вместо Севта указан Котис. Возможно, именно эта версия и является верной, а в канонический список кто-то из переписчиков первоначального текста внёс ошибку заменив «Котиса, сына Севта» Севтом. Большую часть своего правления новый одрисский царь был вынужден воевать с повстанцами в своём государстве. В этом ему со своими наёмниками помогал Ификрат, что нашло отображение в описании многочисленных военных хитростей, которые он использовал против фракийцев. Также несколько античных авторов утверждали, что Ификрат, ещё при жизни Севта II, женился на дочери Котиса. Близкие отношения Ификрата с двумя фракийскими царями являются косвенным аргументом в пользу того, что отцом Котиса был именно Севт II. Другой косвенный аргумент — дата афинского декрета о Ребуле «сыне Севта и брате Котиса». Персонаж, который получил от афинян почести около 330 года до н. э., с большей вероятностью был сыном Севта II, который умер около 387 года до н. э., а не Севта I, который умер в конце V века до н. э.
Демосфен в одной из своих речей «Против Аристократа» утверждал, что на момент смерти Котиса в 360 году до н. э. его дети были слишком малы, чтобы самостоятельно править царством. Сын Ификрата и, соответственно, согласно античным источникам, внук Котиса Менесфей в 356/355 году до н. э. занимал должность афинского стратега. Столь ответственный пост могли занимать афиняне не младше 30-летнего возраста. На этом основании историки делают вывод о том, что упомянутая в источниках «дочь Котиса», которую выдали замуж за Ификрата, на самом деле была его сестрой. Ряд историков отмечают, что текст Демосфена противоречит данным эпиграфики. Уже в 355 году до н. э. у сына Котиса Керсоблепта было четыре достаточно взрослых сына, чтобы представлять одрисов в священном городе Дельфы. На этом основании возникло предположение, что ошибка содержится не у античных авторов, которые называли жену Ификрата «дочерью Котиса», а у Демосфена. Ещё одним следствием противоречий между текстом Демосфена и данными эпиграфики стало предположение, что военачальник Харидем, который «находился с Керсоблептом в таких же родственных отношениях как и Ификрат с Котисом», был женат на сестре Керсоблепта и, соответственно, дочери Котиса. В исследованиях, которые опираются на данные эпиграфики, нумизматики, а также определённых допущениях, ряд историков (П. Делев, К. Топалов, К. А. Анисимов и др.) несколько откорректировали более ранние представления о дате смерти Севта I, а также идентифицировали Хебризельма, Котиса и Ребула сыновьями Севта I. В таком случае матерью Котиса могла быть македонская царевна Стратоника.

### Царствование

#### Внутренняя политика
На политической арене Котис появился во время междоусобной войны между Севтом II и Хебризельмом. Оба претендента на престол погибли, и следующим царём в 384, 383 или 382 годах до н. э. стал Котис.
Царствование Котиса сопровождалось междоусобными войнами с племенами Одрисского царства, которые стремились приобрести независимость, а также фракийскими аристократами. Детали этих конфликтов неизвестны, однако об их большом количестве косвенно свидетельствуют многочисленные описания военных хитростей военачальника Ификрата, который состоял на службе у Котиса, против фракийцев. Среди них присутствуют упоминания военных действий Ификрата против одрисов, что свидетельствует также о борьбе Котиса против титульного племени своего царства.
Во время правления Котис не только выполнял роль верховного жреца (как другие одрисские цари), но и позиционировал себя персонажем божественного или полубожественного статуса. На одном из обнаруженных археологами сосудов он назван «сыном Аполлона». Один из религиозных обрядов «священного брака царя и верховной богини» был неверно передан древнегреческими историками в качестве кощунственного оскорбления богов. Божественный статус царя нашёл отображение на монетах, где Котис изображён в образе героя с поднятой в жесте благословения рукой.

#### Внешняя политика
Вскоре после воцарения Котис заключил союз с Афинами, граждане которых даже даровали ему права гражданства и золотой венок. В ответ фракийский царь заявил, что теперь афиняне могут пользоваться теми же правами, что и его соплеменники.
В 382—379 годах до н. э. зять Котиса военачальник Ификрат помогал македонскому царю Аминте III вернуть захваченные Олинфом земли, а также сохранить власть в противостоянии с поддерживаемым иллирийцами и олинфянами претендентом на трон Аргеем. Действия Ификрата были настолько успешными, что он был даже усыновлён македонским царём. В данной кампании Ификрат находился на службе у своего тестя Котиса, который счёл целесообразным помочь соседу в его войне с халкидянами. Возможно, решение Аминты III усыновить Ификрата было связано с желанием македонского царя породниться с одрисским царским домом, став «отцом» зятя Котиса.
Также Котис, возможно, начал войну со скифами. В союзе с гетами, трибаллами и кробизами одрисы смогли восстановить ранее утраченный контроль над Нижним Подунавьем. В 365 году до н. э. Котис осадил Сест на Херсонесе Фракийском. Город был занят восставшим персидским сатрапом Ариобарзаном. Благодаря этому Котис мог действовать сообща с персами. В то время как Котис осаждал город с суши, с моря его блокировал флот карийского династа Мавсола. Хоть осада и провалилась благодаря помощи, которую оказали Ариобарзану спартанцы, у Котиса возник план по захвату Херсонеса Фракийского. Обладание этим богатым полуостровом дало бы фракийскому царю возможность взять под контроль проливы и всю черноморскую торговлю. Летом 363 года до н. э. он вторгся на Херсонес Фракийский. Он заключил союз с находившимся на азиатском побережье Геллеспонта Абидосом и привлёк на службу знаменитых военачальников Ификрата и Харидема..
На этом фоне против Котиса восстал фракийский аристократ Мильтокит, чьи мотивы историкам неизвестны. Возможно, он хотел свергнуть царя, либо основать собственное государство. Ему удалось захватить царскую казну и резиденцию на Священной горе на северном побережье Пропонтиды. После этого он отправил в Афины послов с предложением заключить союз и просьбой оказать военную помощь. Взамен Мильтокит обещал вернуть афинянам власть над полуостровом. Афиняне не ожидали такого развития событий. На этом фоне Котис I также отправил послов в Афины с мирными предложениями гарантий безопасности черноморской торговли и поставки зерна. Афиняне не смогли оказать помощь Мильтокиту, в результате чего мятеж к 361 году до н. э. был подавлен. Античные источники умалчивают, попал ли Мильтокит в руки Котиса, либо сохранил свободу.
Котис проявлял интерес и к внутримакедонским делам. Когда после смерти Аминты III в стране началась борьба за власть, Котис поддержал претендента на трон Павсания, который, впрочем, не смог занять престол. Возможно, к Котису в 360/359 году до н. э. приезжал молодой и на тот момент мало кому известный македонский царевич Филипп.
На пике своего могущества в 360/359 году до н. э. Котис был убит. Его убийцами стали братья Пифон и Гераклид, которые, согласно Аристотелю, мстили за своего отца. Возможно, по мнению В. О. Никишина, убийство было организовано в Афинах. После смерти Котиса Пифон и Гераклад смогли бежать и добрались до Афин, где их приняли с величайшим почётом, даровали права гражданства и наградили золотым венком. Развернувшаяся в Одрисском царстве борьба за власть привела к мятежам поддерживаемой извне из Афин знати. В результате царство было поделено на три фактически независимых и враждующих между собой государства между родственниками Котиса Керсоблептом, Амадоком и Берисадом.
По одной из версий, кроме Керсоблепта, который наследовал царство, сыном Котиса I был и Севт III.

### Монеты
Основной монетный двор Одрисского царства при Котисе I располагался в Кипселе. Реверс многочисленных монетных типов из меди и серебра периода правления Котиса содержит изображение сосуда по типу скифоса, который носил название кипселы или котилы. Возможно, этот сосуд был не только символом города, где чеканили монеты, но и символом культа богини-матери. На аверсе располагались изображения различных божеств (Кибелы, Аполлона, Зевса и Диониса), либо самого царя на коне с поднятой в жесте благословения рукой.

## Оценки
Конфликт Котиса с Афинами, которые едва восстановили своё влияние в бассейне Эгейского моря после поражения в Пелопоннесской войне, вызвал озлобление афинского демоса. Оно нашло проявление в создании образа извращённого, жестокого пьяницы варвара, который нарушает клятвы и оскорбляет богов и людей. Демосфен назвал Котиса человеком низким и богопротивным, который нанёс тяжкие обиды афинянам. Афиней цитировал историка Феопомпа, который охарактеризовал Котиса наиболее сластолюбивым и развращённым из всех фракийских правителей. Он обвинял Котиса в кощунстве в адрес богини Афины и убийстве с последующим расчлененением собственной жены. Жестокость преступления Гарпократион усиливал утверждением, что это была также мать детей Котиса. Плутарх привёл анекдот, как несдержанный в гневе Котис приказал разбить подаренные ему хрупкие и искусно сделанные горшки, так как, зная о своей особенности, решил не подвергать риску тех слуг, которые нечаянно их разобьют. Несмотря на такие нелестные описания, анализ его действий позволяет охарактеризовать Котиса как вспыльчивого, но талантливого правителя и дипломата. Т. Д. Златковская считала, что жестокость Котиса была необходимым, обусловленным логикой развития государственности у одрисов, качеством для правителя, который хотел сохранить власть над большей частью Фракии.
Для философов Котис представлял интерес в качестве тирана, который своими преступлениями заслужил смерть. Согласно Плутарху, убийцы Котиса Гераклид и Пифон были вдохновлены трудами Платона. Пифон даже заявил чествовавшим его афинянам: «Совершил это некий бог, а моя рука была только орудием». Царь был убит двумя иностранцами, которые затем беспрепятственно бежали в Афины. Возможно, это свидетельствует о ненависти к Котису при царском дворе, большое количество оскорблённых придворных, которые и помогли цареубийцам.
Ю. Борза считал Котиса «амбициозным и падким до удовольствий правителем, который восстановил могущество одрисов». Ряд историков видят в нём знаковую личность эпохи, соизмеримую с Филиппом II, последнего из «великих царей одрисов». Он был близок к тому, чтобы навязать свою волю Афинам и создать некое подобие эллинистического государства. При Котисе Фракия переживала расцвет, о чём свидетельствуют многочисленные клады монет того времени. По мнению Д. Котовой, Котис являлся выдающейся личностью эпохи со своими сильными сторонами и недостатками. Подобную характеристику приводит также историк С. Хорнблоуэр. По его оценке, Котис представлял собой «волевую личность, одинаково склонную как к мстительной жестокости, так и поэтическому вдохновению».

### Исследования
- Анисимов К. А. Внешняя политика фракийского царя Котиса I // Классическая и византийская традиция. 2017: сборник материалов ХI научной конференции. — Белгород, 2017. — С. 31—37.
- Анисимов К. А. Фракийский монарх — царь, жрец, бог // Тульская историческая весна — 2020: кризисы в истории обществ: разрушительное и созидательное. Материалы всероссийской научной конференции молодых учёных, посвящённой 75-летию Победы в Великой Отечественной войне. — Тула: Тульский государственный педагогический университет им. Л. Н. Толстого, 2020. — С. 62—67.
- Анисимов К. А. Одрисский царь Котис I: литературный образ и биография // Исторический формат. — 2021. — Вып. 28, № 4. — С. 175—180. — ISSN 2411-9415.
- Анисимов К. А. Фракийский царь Котис I. Происхождение // Классическая и византийская традиция. Сборник материалов XVI международной научной конференции. — 2022. — С. 12—18.
- Белох К. Ю. Греческая история: в 2 т. / пер. с нем. М. О. Гершензона; под ред. и со вступ. ст. Ю. И. Семёнова.. — М.: Государственная публичная историческая библиотека России, 2009. — Т. 2: Кончая Аристотелем и завоеванием Азии. — ISBN 978-5-85209-215-1.
- Борза Ю. История античной Македонии (до Александра Великого) / пер. с англ. М. М. Холода при участии А. Бодрова, О. и В. Иванцовых, 3. Барзах; научная ред. и вступ. статья М. М. Холода; приложения М. М. Холода, Э. Д. Фролова и Ю. Н. Кузьмина. — СПб.: Нестор-История, 2013. — 592 с. — (Историческая библиотека). — ISBN 978-5-44690-015-2.
- Златковская Т. Д. Возникновение государства у фракийцев VII—V вв. до н. э. / ответственный редактор С. А. Токарев. — М.: Наука, 1971.
- Кембриджская история древнего мира / под редакцией Д.-М. Льюиса, Дж. Бордмэна, С. Хорнблоуэра, М. Оствальда. Перевод, научное редактирование, примечания А. В. Зайкова. — М.: Ладомир, 2017. — Т. VI. Четвёртый век до нашей эры. Первый полутом. — 720 с. — ISBN 978-5-86218-545-4.
- Крыкин С. М. Держава одрисов: базис ранней «Варварской» государственности // Вестник Московского городского педагогического университета. Серия: Исторические науки. — 2008. — № 1. — С. 74—88. — ISSN 2076-9105.
- Крыкин С. М. Фракийский серебряный ритон с позолотой из Болгарии // Вестник Московского городского педагогического университета. Серия: Исторические науки. — 2016. — Вып. 21, № 1. — С. 71—77. — ISSN 2076-9105.
- Никишин В. О. История Древнего мира. Древняя Греция: учебник для академического бакалавриата. — М.: Юрайт, 2019. — 329 с. — (Бакалавр. Академический курс. Модуль). — ISBN 978-5-534-10010-5.
- Попов Д.[болг.]. Траки (болг.). — София: Изток-Запад, 2011. — ISBN 978-954-321-869-1.
- Разумов Н. В. Афинские стратеги первой половины IV в. до н. э. на иностранной службе // Известия Алтайского государственного университета. — 2014. — Т. 1, вып. 84, № 1. — С. 173—177. — ISSN 1561-9451. — doi:10.14258/izvasu(2014)4.1-29.
- Тачева М.[болг.]. Царете на древна Тракия (болг.). — София: АГАТО Publishers, 2006. — Т. 1. — 244 с. — ISBN 954-8761-73-4.
- Юрукова Й[англ.]. Монетите на тракийските племена и владетели (болг.). — София: Петър Берон, 1992. — Т. 1.
- A Companion to Ancient Thrace (англ.) / Edited by Julia Valeva, Emil Nankov, and Denver Graninger. — John Wiley & Sons, Inc, 2015. — ISBN 978-1-4443-5104-0.
- Buckler J. Delphi und die Söhne des Kersebleptes (нем.) // Klio[англ.]. — 1986. — Bd. 68, Nr. 2. — S. 348—350. — doi:10.1524/klio.1986.68.68.348.
- Davies J. K. Athenian Propertied Families 600—300 BC (англ.). — Oxford: Clarendon Press, 1971.
- Geyer F[нем.]. Miltokythes 2 // Paulys Realencyclopädie der classischen Altertumswissenschaft :  [нем.] / Georg Wissowa. — Stuttgart : J. B. Metzler’sche Verlagsbuchhandlung, 1932. — Bd. XV, 2. — Kol. 1708.
- Heckel W. Who's Who in the Age of Alexander and his Successors. From Chaironea to Ipsos (338—301 BC) (англ.). — Barnsley: Greenhill Books, 2021. — 554 p. — ISBN 978-1-78438-648-1.
- Kotova D. The Personality of Kotys in the Ancient Literary Tradition (англ.) // Orpheus. Journal of Indo-European and Thracian Studies. — Sofia, 2014. — Vol. 21. — P. 39—63.
- Peter U[нем.]. Die Münzen der thrakischen Dynasten (5.-3. Jahrhundert v. Chr.): Hintergründe ihrer Prägung (нем.). — Berlin: Akademie Verlag, 1997. — ISBN 3-05-003132-8. — doi:10.1515/9783050073859.